# Арена Вембли
Арена Вембли (енгл. Wembley Arena) је вишенаменска дворана у Лондону, у насељу Вембли у општини Брент (Уједињено Краљевство). Дворана се налази насупрот чувеног стадиона Вембли.
Дворана је изграђена 1934. за потребе других игара комонвелта (тада Empire Games), и тада се у њој налазио затворени базен. То име везано за базен (Empire Pool) опстало је све до 1978. када је мпромењено у данашње. Тај исти базен је кориштен и током пливачких такмичења на Летњим олимпијским играма 1948. године. Данас се дворана поред спортских користи и за друге забавне и породичне садржаје.
Арена Вембли је заједно са стадионом Вембли реновирана у склопу пројекта оживљавања области Вембли. Трошкови обнове саме дворане коштали су 35 милиона фунти а свечано отварање обновљене дворане је било 2. априла 2006. великим концертом групе Дипеш мод. Са капацитетом од 12.500 седећих места Вембли арена је друга по капацитету у Лондону (после О2 арене).
Након реновирања на тргу испред дворане је отворен трг славних настао по угледу на чувену холивудску стазу славних, а прва славна личност чије је име и отисак прстију украсило овај трг била је америчка поп звезда Мадона.
Током Летњих олимпијских игара 2012. Вембли арена ће по други пут у својој историји угостити олимпијска такмичења, овај пут у бадминтону и ритмичкој гимнастици.